# Ferdinando Santacatarina
Ferdinando Santacatarina (Stefanaconi, 1808 – Vibo Valentia, 22 novembre 1855) è stato un poeta e scrittore italiano.

## Biografia
Nato da Antonio e Francesca Staropoli, conclusi gli studi superiori a Vibo Valentia, conseguì a 23 anni, a Napoli, la laurea in Lettere e Filosofia. Dal 1830 al 1852 fu professore di Latinità sublime e di Retorica al Convitto Nazionale Filangeri in Monteleone (vecchio nome di Vibo Valentia). Uomo di idee liberali fu amico di Luigi Settembrini, Benedetto Musolino e Vincenzo Ammirà.
Nel suo paese natale, Stefanaconi, a lui sono dedicati il nome della via principale e il nome della scuola media statale. 

## Opere
Scrisse una Rettorica ed uno Studio Storico su Ildebrando (Papa Gregorio VII). Gran parte della sua opera letteraria è composta da Elegie, Odi, Orazioni e Sonetti di cui uno dedicato a Giuseppe Mazzini.
Tra le opere più conosciute l'Ode a Ferdinando II di Borbone e l'Elegia in morte di Anna Capialbi-Marzano.